# Hubie Halloween
Hubie Halloween ist eine US-amerikanische Horrorkomödie aus dem Jahr 2020 unter Regie von Steven Brill nach einem Drehbuch von Adam Sandler und Tim Herlihy. In den Hauptrollen sind Adam Sandler, Kevin James, Julie Bowen, Maya Rudolph und Ray Liotta zu sehen. Er handelt vom trotteligen Hubie, gespielt von Sandler, der an Halloween durch die Straßen von Salem patrouilliert.

## Handlung
Hubie Dubois ist ein etwas trotteliger und herzensguter Mensch, der von seinen Mitbürgern in seiner Heimatstadt Salem häufig verspottet wird und das, obwohl er regelmäßig für seine Mitbürger da ist. Jedes Jahr an Halloween patrouilliert er durch die Straßen von Salem und sorgt so dafür, dass sich Kinder und Erwachsene sicher bewegen können.
Auch in diesem Jahr patrouilliert Hubie wieder auf den Straßen, doch zum ersten Mal gibt es tatsächlich etwas Relevantes. Schon bald verschwinden Menschen, doch als er die Polizei über die Bedrohung informiert, schenkt diese ihm keinen Glauben.
Hubie muss also die Sache selbst in die Hand nehmen und hat erst den entflohenen Patienten aus einer geschlossenen Anstalt, Richard Hartman, der mit Schweinemaske durch die Nachbarschaft läuft, unter Verdacht. Später verdächtigt er den neuen Nachbarn Walter Lambert, der laut einem Grabstein auf dem Friedhof schon im 17. Jahrhundert geboren worden ist.
Letztlich stellt sich jedoch heraus, dass die Mutter von Hubie die Bewohner entführt hat, um sie auf einem Scheiterhaufen zu verbrennen und sich damit für die ständigen Hänseleien von Hubie zu rächen.

## Besetzung und Synchronisation
| Schauspieler         | Rollenname                 | Synchronsprecher   |
| -------------------- | -------------------------- | ------------------ |
| Adam Sandler         | Hubie Dubois               | Dietmar Wunder     |
| Kevin James          | Officer Steve Downing      | Thomas Karallus    |
| Julie Bowen          | Violet Valentine           | Christin Marquitan |
| Ray Liotta           | Pete Landolfa              | Udo Schenk         |
| Rob Schneider        | Richie Hartman             | Claudio Maniscalco |
| June Squibb          | Mrs. Dubois                | Sonja Deutsch      |
| Kenan Thompson       | Officer Blake              | Tobias Müller      |
| Shaquille O’Neal     | DJ Aurora                  | Thomas Schmuckert  |
| Steve Buscemi        | Walter Lambert/Nick Hudson | Santiago Ziesmer   |
| Paris Berelc         | Megan                      | Olivia Büschken    |
| Noah Schnapp         | Tommy Valentine            | Carlos Fanselow    |
| Maya Rudolph         | Mary Hennessey             | Gundi Eberhard     |
| Tim Meadows          | Lester Hennessey           | Bernd Vollbrecht   |
| Karan Brar           | Deli Mike Mundi            | Nicolas Rathod     |
| Peyton List          | Peggy                      | Lea Kalbhenn       |
| China Anne McClain   | Ms. Taylor                 | Isabelle Höpfner   |
| Michael Chiklis      | Father Dave                | Andreas Conrad     |
| Bradley Steven Perry | Cormac                     | Tobias Diakow      |

## Hintergrund
Hubie Halloween ist eine Produktion von Happy Madison Productions. Gedreht wurde ab Mitte Juli in Massachusetts, in Danvers, Marblehead und Salem.
Die Vertriebsrechte liegen weltweit bei Netflix, der Film wurde als Video-on-Demand am 7. Oktober 2020 weltweit als Netflix Original veröffentlicht.
Einzelne Rollen wurden mit Familienmitgliedern von Sandler besetzt, so wird Tracy Phillips von Jackie, Sandlers Ehefrau gespielt. Seine beiden Töchter Sunny und Sadie und sein Neffe Jared sind ebenfalls zu sehen. In Nebenrollen sind auch unter anderem Shaquille O’Neal, Ben Stiller, Melissa Villaseñor, Kelli Berglund, Blake Clark und Kym Whitley zu sehen.
Die Rolle des Mike sollte ursprünglich durch  Cameron Boyce besetzt werden. Dieser starb jedoch kurz vor Beginn der Dreharbeiten. Karan Brar, welcher die Rolle übernahm, war ein guter Freund und, bis zu seinem Tod, der Mitbewohner Boyce’.

## Rezeption

### Kritiken
Christoph Petersen zeigt sich begeistert über die zahlreichen gelungenen Running Gags im Film, kritisch äußert er sich zur „Sandler-typische Anti-Mobbing-Message […] [die] am Ende derart lieblos abgespult“ werde. Als besonders gelungen benennt er die Auflösung am Ende, die den Film seiner Meinung gerade noch so ins Mittelfeld hole. Oliver Armknecht sieht den Film noch negativer und schreibt, dass es dem Film nur in den seltensten Fälle gelinge witzig zu sein, außerdem sei jede Szene mit Sandler eine Qual, „da er seine Figur dermaßen auf Idiot getrimmt“ habe. Die Idee zur Allzweck-Thermoskanne bezeichnet er als bemerkenswert und das Ende des Films als „einen netten Twist.“
Der Wertungsaggregator Rotten Tomatoes errechnete aus den Kritiken von 19 Kritikern eine Weiterempfehlungsrate von 53 Prozent und eine Durchschnittsbewertung von 5,48 von 10. Auf Metacritic erreichte Hubie Halloween eine Bewertung der Kritiker von 54 von 100 Punkten.

### Auszeichnungen
Goldene Himbeere 2021
- Nominierung als Schlechteste Neuverfilmung oder Fortsetzung
- Nominierung als Schlechtester Schauspieler (Adam Sandler)
- Nominierung als Schlechteste Filmpaarung (Adam Sandler und seine „raue Einfaltspinsel-Stimme“)[6]

Nickelodeon Kids’ Choice Awards 2021
- Nominierung als Bester Film
- Nominierung als Bester Schauspieler (Adam Sandler)[7]